# أتلانتس جزيرة باراديس
أتلانتس جزيرة باراديس هو منتجع يقع قي جزيرة باراديس،الباهاماس.